# Дылицы
Ды́лицы (фин. Tillitsa) — деревня в Гатчинском муниципальном округе Ленинградской области.

## История
Впервые упоминается в Писцовой книге Водской пятины 1500 года как село Вздылици в Егорьевском Вздылицком погосте Копорского уезда.
Затем как село Fsdilitzi во Вздылицком погосте в шведских «Писцовых книгах Ижорской земли» 1618—1623 годов.
Мыза Здылицкая обозначена на карте 1705 года.
Село несколько раз оказывалась под властью шведов, пока Пётр I в 1710 году не присоединил эти земли к Российской империи.
На карте Санкт-Петербургской губернии Я. Ф. Шмидта 1770 года упомянуто селение Здылицкая.
По данным 1802 года Здылицкая мыза принадлежала коллежскому советнику Петру Астафьевичу Фрейгангу.
На «Топографической карте окрестностей Санкт-Петербурга» Ф. Ф. Шуберта 1831 года обозначены: мыза Дылицы помещика Шкурина и при ней деревня Владимирское или Дылицы из 22 дворов.

ДЫЛИЦЫ — мыза принадлежит генерал-майору Шкурину, при оной каменная церковь во имя Владимирской иконы Божией Матери.

ДОЛИЦЫ — деревня принадлежит генерал-майору Шкурину, число жителей по ревизии: 85 м. п., 49 ж. п. (1838 год)

Согласно карте Ф. Ф. Шуберта 1844 года деревня называлась Владимирское (Дылицы) и насчитывала 22 крестьянских двора.
В 1840-х годах имение переходит к помещице Волковой, которая в 1852 году продаёт его. Владельцем имения становится князь Пётр Никитич Трубецкой (1826—1880), действительный статский советник, Санкт-петербургский уездный предводитель дворянства, гусар гвардии.
В свою очередь князь дарит имение своей жене, Елизавете Эсперовне (1834—1907), дочери князя Э. А. Белосельского-Белозерского, владевшей имением до 1907 года.
В пояснительном тексте к этнографической карте Санкт-Петербургской губернии П. И. Кёппена 1849 года она записана как деревня Stilitz (Дылицы) при мызе Дылицы (Село Володимирское), население которой составляли исключительно савакоты.
Согласно 9-й ревизии 1850 года село Владимирское принадлежало генералу Шкурину.

ДЫЛИЦЫ — деревня княгини Трубецкой, по просёлочной дороге, число дворов — 13, число душ — 51 м. п. (1856 год)

Согласно «Топографической карте частей Санкт-Петербургской и Выборгской губерний» в 1860 году Село Владимирское при мызе Дылицы насчитывало 18 дворов.

ВЛАДИМИРСКОЕ (ДЫЛИЦЫ) — мыза и деревня владельческие при пруде и колодце, число дворов — 20, число жителей: 71 м. п., 65 ж. п.; 
 Церковь православная. Богадельня. Сельское училище. Ярмарка. (1862 год)

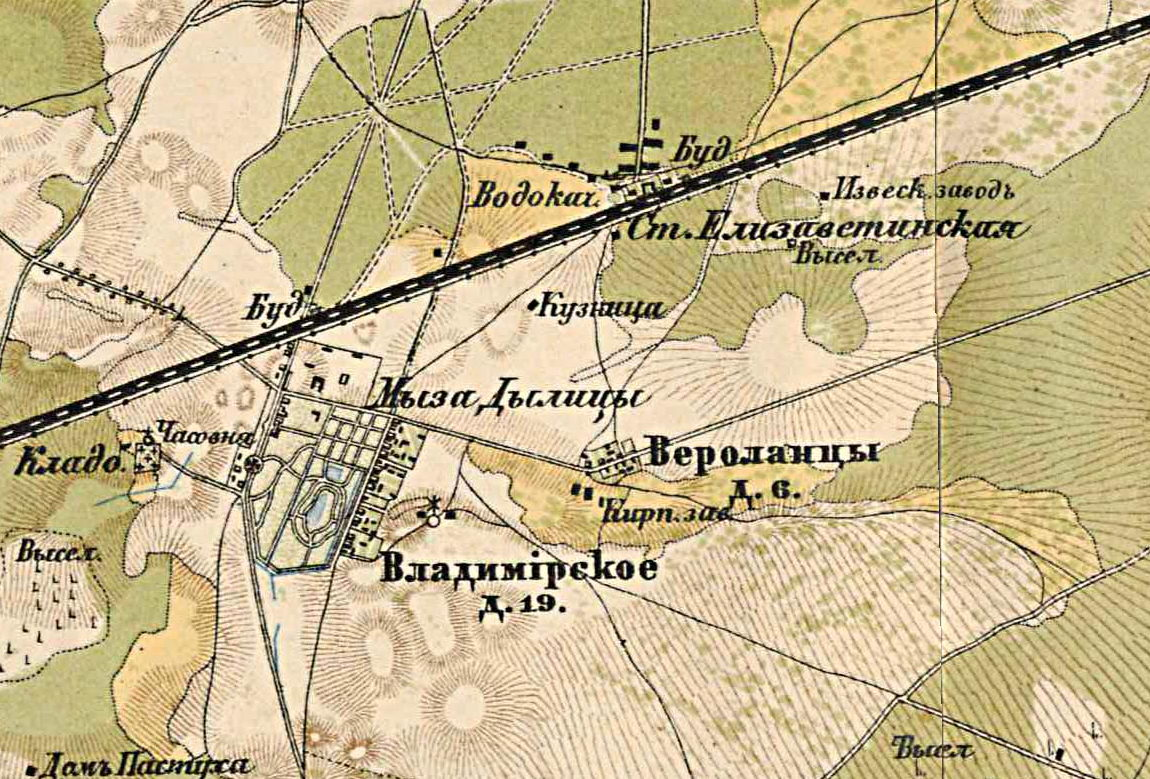
План мызы Дылицы. 1885 год

В 1885 году, согласно карте окрестностей Петербурга, деревня Дылицы (тогда она называлась — Владимирское) насчитывала 19 дворов. Сборник же Центрального статистического комитета описывал деревню так:

ДЫЛИЦЫ — село бывшее владельческое, дворов — 14, жителей — 72; церковь православная. (1885 год).

Согласно материалам по статистике народного хозяйства Петергофского уезда 1887 года, мыза Дылицы площадью 2802 десятины принадлежала княгине Е. Э. Трубецкой, она была приобретена до 1868 года. Охоту, ветряную мельницу, кузницу, лавку, постоялый двор, почтовую станцию и 10 дач, хозяйка сдавала в аренду. Пустошь Дылицы площадью 37 десятин принадлежала мещанке П. С. Степановой, она была приобретена в 1877 году за 5000 рублей.
В 1889 году на кладбище взамен часовни была построена деревянная церковь во имя святой равноапостольной княгини Ольги.
В конце XIX века деревня административно относилась к Губаницкой волости 1-го стана Петергофского уезда Санкт-Петербургской губернии, в начале XX века — 2-го стана.
По данным «Памятной книжки Санкт-Петербургской губернии» за 1905 год мыза Дылицы площадью 1704 десятины принадлежала княгине Елизавете Эсперовне Трубецкой, кроме того Шпаньковский обрез мызы Дылицы площадью 1013 десятин, находился во владении Удельного ведомства.
После смерти Елизаветы Эсперовны Трубецкой в 1908 году имение по завещанию перешло к её дочери — Александре Петровне Охотниковой (1857—1949) и её супругу шталмейстеру Владимиру Петровичу Охотникову (1847—1917).
К 1913 году количество дворов увеличилось до 20.
В 1917 году усадьба переходит в собственность народа. Во время гражданской войны всё, что оставалось в имении, было разграблено окончательно.
С 1917 по 1923 год деревня Дылицы входила в состав Елизаветинского сельсовета Губаницкой волости Петергофского уезда.
С 1923 года в составе Венгисаровской волости Гатчинского уезда.
Согласно данным переписи населения СССР 1926 года в деревне Дылицы Елизаветинского сельсовета Венгисаровской волости Троцкого уезда проживали 149 человек — русские и эстонцы.
С 1927 года в составе Гатчинского района.
В 1928 году население деревни Дылицы также составляло 149 человек.
По административным данным 1933 года деревня Дылицы входила в состав Елизаветинского сельсовета Красногвардейского района.

План деревни Дылицы. 1934 год

Согласно топографической карте 1934 года деревня насчитывала 20 дворов, в деревне была церковь и ветряная мельница.
Во время войны с 19 августа 1941 по 27 января 1944 года Дылицы были заняты немецкими войсками, а в усадьбе устроены склады.
В 1958 году население деревни Дылицы составляло 154 человека.
По данным 1966, 1973 и 1990 годов деревня Дылицы входила в состав Елизаветинского сельсовета.
В 1997 году в деревне проживали 72 человека, в 2002 году — 60 человек (русские — 95%), в 2007 году — 58.

## География
Деревня расположена в северо-западной части района к югу от автодороги 41А-002 (Гатчина — Ополье).
Расстояние до административного центра поселения, посёлка Елизаветино — 0,5 км.
Расстояние до ближайшей железнодорожной станции Елизаветино — 2 км.

## Демография
| 1862 | 2007 | 2010 | 2017 |
| ---- | ---- | ---- | ---- |
| 136  | ↘58  | ↗81  | ↘73  |

### Национальный состав
Согласно данным Всероссийской переписи населения 2021 года в деревне проживали 179 человек, из них:
 русские — 177, другие национальности — 2 человека.

## Достопримечательности
- Церковь Владимирской иконы Божией Матери, выстроена в 1762—1765 годах. Архитектор С. И. Чевакинский. К церкви примыкает трёхъярусная колокольня. С 1852 года в церкви располагалась фамильная усыпальница князей Трубецких. Богослужения в церкви прекращены в 1940 году. В настоящее время церковь находится в сильно разрушенном состоянии.
- Усадьба «Дылицы» с парком. Небольшой дворец был построен как «охотничий дом» для Елизаветы I, затем подарен ею Екатерине II, которая подарила его В. Г. Шкурину. С 1852 года усадьба принадлежала княгине Е. Э. Трубецкой, при которой дворец был перестроен в прежнем «елизаветинском стиле» архитектором Г. А. Боссе. К концу XX века усадьба со всеми постройками пришла в запустение. Усадебный дворец отреставрирован в 2004—2010 годах компанией ООО «Петробилд»[36] на средства арендаторов, супругов Елены Чепельниковой и Валерия Ковалёва, в стиле, приближённом к сохранившимся описаниям. В нём размещена музейная экспозиция. Усадьба доступна для посещения с экскурсионными группами по предварительной записи[37]. Некоторые помещения дворца сдаются для проживания[38].

## Предприятия и организации
- Дом культуры

## Образование
Школа.

## Улицы
Массив 1, Массив 2.